# Viola di Teschen
Viola di Teschen, in seguito conosciuta come Elisabetta, in polacco Wiola Elżbieta cieszyńska, in ceco Viola Alžběta Těšínská (1291 circa – 21 settembre 1317) è stata una principessa polacca membro della Casata Piast del ramo di Cieszyn e, per matrimonio, Regina di Boemia e Polonia.
Era la terza figlia, e unica femmina, di Mieszko I, duca di Teschen, dalla sua moglie sconosciuta, che si chiamava probabilmente Grzymisława. Ricevette il nome della bisnonna paterna, Viola appunto, moglie del duca Casimiro I di Opole.

## Biografia

### Regina di Boemia e Polonia
Viola sposò il giovane re Venceslao III di Boemia e di Polonia il 5 ottobre 1305 a Brno. Le motivazioni che hanno portato a queste nozze non sono ancora del tutto chiare: benché alcune cronache successive descrivessero Viola come una bellissima ragazza, suo padre era solo un dei vassalli di re Venceslao III e, conseguentemente, la loro unione non era paritaria. La ragione principale quindi non era da ricercare nel fascino della sposa, bensì, probabilmente, nella posizione strategica di Teschen (Cieszyn) tra i regni di Boemia e di Polonia. Quattro giorni più tardi del matrimonio, il 9 ottobre, Venceslao III annullò il suo lungo fidanzamento con Elisabetta, figlia del re Andrea III d'Ungheria e con questo rinunciò a tutte le sue pretese al trono di quella nazione.
Dopo il matrimonio, Viola assunse il nome di Elisabetta, ma la sua unione con il Re non fu molto felice a causa del comportamento libertino del marito e alla forte opposizione della nobiltà boema, che aveva cercato di impedire questo "umile" matrimonio. Dieci mesi più tardi, il 4 agosto 1306, re Venceslao III venne ucciso ad Olomouc in circostanze misteriose, lasciando Viola vedova a quindici anni. Probabilmente a causa della loro giovane età non erano ancora riusciti a produrre un erede.
Con poco denaro e nessun luogo dove rifugiarsi, con ogni probabilità Viola si stabilì presso le cognate, Anna ed Elisabetta, in un convento femminile. Entrambe le principesse stavano lottando per il trono di Boemia, ma Viola non prese parte ai loro piani. Successivamente risiedette principalmente in Moravia, dove possedeva delle città che le erano state lasciate come appannaggio vedovile.

### Secondo matrimonio e morte
Dopo l'arresto di Enrico di Lipá, la nuova regina di Boemia Elisabetta e il suo marito Giovanni di Lussemburgo tentarono di guadagnare alla loro fazione l'appoggio del potente nobiluomo Pietro I di Rosenberg, che all'epoca era fidanzato con la figlia di Enrico di Lipá. Pietro I revocò la propria proposta di matrimonio ed entrò in un'alleanza con i regnanti di Boemia, e, per rinforzare i legami con il nuovo alleato, re Giovanni gli diede la mano della regina vedova Viola. Il matrimonio si celebrò nel 1316 ma rimase senza figli e durò ben poco: Viola morì un anno dopo, il 21 settembre 1317, e venne sepolta nella cripta del Casato di Rosenberg nell'abbazia di Vyšší Brod.

## Antenati
|                                       |   |                                    | Genitori                         |  |  | Nonni |  |  | Bisnonni            |  |  | Trisnonni               |  |
|                                       |   |                                    |                                  |  |  |       |  |  | Casimiro I di Opole |  |  | Miecislao IV di Polonia |  |
|                                       |   |                                    |                                  |  |  |       |  |  | Casimiro I di Opole |  |  | Miecislao IV di Polonia |  |
|                                       |   | Ludmilla                           |                                  |  |  |       |  |  | Casimiro I di Opole |  |  |                         |  |
| Ladislao di Opole (Władysław Opolski) |   |                                    |                                  |  |  |       |  |  | Casimiro I di Opole |  |  |                         |  |
|                                       |   | Viola                              | …                                |  |  |       |  |  |                     |  |  |                         |  |
|                                       |   | Viola                              | …                                |  |  |       |  |  |                     |  |  |                         |  |
|                                       |   | Viola                              | …                                |  |  |       |  |  |                     |  |  |                         |  |
| Mieszko I di Teschen                  |   | Viola                              |                                  |  |  |       |  |  |                     |  |  |                         |  |
|                                       |   | Ladislao Odonic (Władysław Odonic) | Odone di Poznań                  |  |  |       |  |  |                     |  |  |                         |  |
|                                       |   | Ladislao Odonic (Władysław Odonic) | Odone di Poznań                  |  |  |       |  |  |                     |  |  |                         |  |
|                                       |   | Ladislao Odonic (Władysław Odonic) | Viacheslava Jaroslavna di Halych |  |  |       |  |  |                     |  |  |                         |  |
| Eufemia della Grande Polonia          |   | Ladislao Odonic (Władysław Odonic) |                                  |  |  |       |  |  |                     |  |  |                         |  |
|                                       |   | Edvige di Pomerania                | Mestwin I di Pomerania           |  |  |       |  |  |                     |  |  |                         |  |
|                                       |   | Edvige di Pomerania                | Mestwin I di Pomerania           |  |  |       |  |  |                     |  |  |                         |  |
|                                       |   | Edvige di Pomerania                | Swinisława                       |  |  |       |  |  |                     |  |  |                         |  |
| Viola di Teschen                      |   | Edvige di Pomerania                |                                  |  |  |       |  |  |                     |  |  |                         |  |
|                                       | … | …                                  |                                  |  |  |       |  |  |                     |  |  |                         |  |
|                                       | … | …                                  |                                  |  |  |       |  |  |                     |  |  |                         |  |
|                                       | … | …                                  |                                  |  |  |       |  |  |                     |  |  |                         |  |
| …                                     | … |                                    |                                  |  |  |       |  |  |                     |  |  |                         |  |
|                                       |   | …                                  | …                                |  |  |       |  |  |                     |  |  |                         |  |
|                                       |   | …                                  | …                                |  |  |       |  |  |                     |  |  |                         |  |
|                                       |   | …                                  | …                                |  |  |       |  |  |                     |  |  |                         |  |
| Grzymisława (?)                       |   | …                                  |                                  |  |  |       |  |  |                     |  |  |                         |  |
|                                       |   | …                                  | …                                |  |  |       |  |  |                     |  |  |                         |  |
|                                       |   | …                                  | …                                |  |  |       |  |  |                     |  |  |                         |  |
|                                       |   | …                                  | …                                |  |  |       |  |  |                     |  |  |                         |  |
| …                                     |   | …                                  |                                  |  |  |       |  |  |                     |  |  |                         |  |
|                                       |   | …                                  | …                                |  |  |       |  |  |                     |  |  |                         |  |
|                                       |   | …                                  | …                                |  |  |       |  |  |                     |  |  |                         |  |
|                                       |   | …                                  | …                                |  |  |       |  |  |                     |  |  |                         |  |
|                                       |   | …                                  |                                  |  |  |       |  |  |                     |  |  |                         |  |